# El hijo (cuento)
El hijo es un cuento creado por Horacio Quiroga, escritor uruguayo. 
El relato fue publicado en la antología Más allá en el año 1935.

## Argumento
El cuento se desarrolla en Misiones. La naturaleza que describe el autor es hermosa y exuberante. El padre conoce las precauciones que se toman al momento de realizar una cacería. Le da consejos y le dice "ten cuidado chiquito". Este le ordena que regrese antes del mediodía y lo observó marcharse al monte. Regresando a los quehaceres, brevemente nos cuenta su infancia y empieza a compararla con la de su pequeño hijo. La única esperanza que tiene al ser viudo, es su hijo de 13 años. Repentinamente, dentro del monte, se escucha una detonación. El padre se da cuenta de que es el arma de su hijo, pero no le da importancia porque piensa que había matado un ave. Minutos después voltea a ver el reloj y se percata de que es el mediodía y el hijo aún no llegaba. Esto le parecía muy raro dado la puntualidad de su hijo. De regreso a su faena, se preguntó si el hijo se había percatado de la hora, aunque él sabía que en el monte es posible perder la noción del tiempo.
El padre, al darse cuenta de que había pasado media hora del mediodía, sale en busca de su hijo. Siente que por cada paso que da se acerca al cuerpo sin vida de su pequeño hijo.
En medio de todo, el padre vuelve a tener ilusiones irreales, en las que el hijo se encuentra muerto colgado de un alambrado. «—Dentro del monte, no le quiero gritar "chiquito", porque siento que si no me responde se confirma mi alucinación. —Dijo el padre exaltado». Sin embargo tras un rato de búsqueda se le escapa un "chiquito".
Al final lo encuentra al lado de su escopeta descargada y ambos marcharon a su hogar. El padre, "ciego por una alegría alucinada", en realidad no andaba con su "chiquito", él había muerto al pie de un poste con las piernas en alto enredadas en un alambre de púas, había fallecido a las 10 a. m.

## Personajes
- Padre: Es un hombre viudo, buena persona, se llevaba muy bien con su hijo, al cual crio y educó solo. Tiene alucinaciones pero se aprendió a controlar para criar a su hijo, para hacerlo una buena persona. Es un hombre con carácter fuerte y templado, tiene bastante edad, su cabeza es muy canosa y tiene problemas de salud.

- Hijo: Joven de 13 años, alto, de hermosos ojos azules. Perdió a la madre a temprana edad. Obedece a su padre, comparte la pasión por la cacería.